# Теоктист I
Теокти́ст I (рум. Teoctist I; бл. 1410 — 18 листопада 1477) — митрополит Молдавський (1453—1477). Представник боярського роду волоського або болгарського походження. Був ченцем православного Нямецького монастиря. Очолив православну церкву Молдавії в часи господарювання воєводи Александру ІІ. Висвячений у єпископи за межами Молдавії — у Печі сербським патріархом Никодимом II (1453). Увійшов до господарської ради Молдавії. Належав до ортодоксальної партії. Перебував у конфлікті із частиною молдавського духовенства, що підтримувала ідеї Флорентійської унії про єднання православної і католицької церков, а також самостійниками, які не визнавали авторитет Константинопольського патріарха після падіння Константинополя. Сприяв поширенню слов'янської писемності й культури в Молдавії. Помазав молдавського воєводу Штефана III на княжіння, після його перемоги над дядьком Петру ІІІ Ароном (1457). Став членом його господарської ради, займався державними справами. Згадується близько 60 разів у джерелах 1455—1475 років. Освятив Путнянський монастир (1470), що став усипальницею правлячого молдавського дому Мушатинів. Керував роботою переписувачів книг у Нямці й Путні. Похований у Путнянському монастирі. Канонізований Румунською православною церквою. Також — Теокти́ст I Молда́вський.